# کمیته دولتی آمار جمهوری آذربایجان
کمیته دولتی آمار جمهوری آذربایجان (ترکی آذربایجانی: Azərbaycan Respublikası Dövlət Statistika Komitəsi) سازمان ملی آمار جمهوری آذربایجان می‌باشد. کمیته دولتی آمار جمهوری آذربایجان در سال 
۱۸ فوریه ۱۹۹۴ میلادی و با هدف ارائه جدیدترین آمار مربوط به تمام جوانب زندگی در جمهوری آذربایجان، از جمله جمعیت، جامعه، اقتصاد، صنعت، آموزش و پرورش و تاسیسات زیرساختی کشور تأسیس شد.
این سازمان تحت عنوان «بخش آماری جمهوری سوسیالیستی شوروی آذربایجان» فعالیت اصلی خویش را در تاریخ ۱۹۲۰ آغاز نمود پس از تأسیس جمهوری سوسیالیستی شوروی آذربایجان آغاز کرد.

## یادداشت
1. 1 2  "About the State Statistical Committee" (به انگلیسی). Stat.gov.az. Retrieved 2024-10-03.